# Sufu
El sufu, també conegut com a furu, fusu o fuju (entre altres variants) i popularitzat recentment com a formatge de tofu o tofu fermentat, és un condiment fermentat asiàtic. Es tracta d’un aliment derivat de la fermentació fúngica del tofu i caracteritzat per una textura cremosa, semblant al formatge tou i de gust salat i molt característic, que es consumeix com a aperitiu i sobretot com a part de l’esmorzar, amb pa o arròs.
És una menja documentada des de fa gairebé dos mil·lennis, amb antecedents des de l'Imperi Cao Wei (220-265 dC). Es produeix a partir de la preparació pròpiament dita del tofu, l’assecatge a temperatura ambient, la inoculació fúngica i dos passos de fermentació, el primer dels quals és una floridura amb el miceli d’espècies com Actinomucor elegans, Mucor hiemalis, Mucor silvaticus, Mucor subtilissimus o àdhuc un mutant recombinant d’Actinomucor taiwanensis optimitzat per a la producció de sufu. A diferència del tofu sense fermentar, el sufu promou l’absorció del ferro i presenta millors propietats nutricionals que l'ou o la llet de vaca pel que fa als aminoàcids essencials.